# القشيب (السدة)

تعديل مصدري - تعديل

القشيب محلة تابعة لقرية العرافة، التابعة لعزلة العرافة بمديرية السدة إحدى مديريات محافظة إب في الجمهورية اليمنية.، بلغ تعداد سكانها 113 حسب تعداد اليمن لعام 2004.